# Joan Puig i Ferreter
Joan Puig i Ferreter (La Selva del Campo, 5 de febrero de 1882-París, 1956) fue un dramaturgo y escritor español. A pesar de ser un importante dramaturgo del modernisme y un renovador de las técnicas narrativas ha sido uno de los olvidados por el público y los estudiosos de la literatura catalana. Desde finales del siglo XX su obra ha resurgido y ha empezado a ser estudiada.

## Biografía
Nació el 5 de febrero de 1882 en La Selva del Campo, provincia de Tarragona.
Era hijo ilegítimo de madre soltera. Su padre, un rico terrateniente, jamás lo reconoció. Pasó su infancia y adolescencia junto a su madre, en casa de unos tíos. Estudió el bachillerato en Reus donde se integró en el círculo literario modernista de Josep Aladern. En 1899 se trasladó a Barcelona donde inició los estudios de farmacia que poco después abandonó. Fue entonces cuando empezó a introducirse en los sectores más anárquicos del modernismo. Se trasladó a Francia en 1903 donde llevó una vida de auténtico vagabundo durante más de un año. La experiencia francesa quedó reflejada en algunas de sus obras.
De regreso a Barcelona inició su producción literaria con Diàlegs dramàtics (1904) que se completó dos años más tarde con Diàlegs imaginaris. Esta primera etapa como dramaturgo estuvo marcada por dramas de pasiones y por la utilización de un lenguaje atrevido. Supuso una ruptura con la tradición de la Renaixença y una incorporación de los modelos rusos del momento.
En su segunda etapa (de 1917 a 1924), Puig se adaptó a las demandas del público teatral, en su mayoría burgués, que quería evadirse de los conflictos sociales mediante el teatro y que quería ver obras ligeras y divertidas. Durante esta etapa, el autor cultivó el poema dramático, así como el teatro poético y sentimental. Con este tipo de teatro finalizó su producción teatral.
Entró en crisis y se decantó por la narrativa. En su tercera etapa creativa (1924-1936) destaca su novela Els tres al·lucinats (1926), una extensa obra en la que trataba de nuevo el tema dostoyevskiano de la relación entre amo y esclavo y donde abundan las características principales de su narrativa: psicologismo, material autobiográfico e individualismo.
En 1928 se fundó la Editorial Proa y Puig fue director literario de la biblioteca A tot vent donde editó El cercle màgic (1929), la obra ganó la primera convocatoria del Premio Joan Crexells. Durante este periodo colaboró con sus artículos sobre literatura, arte, teatro y temas cotidianos en La Publicitat, L'Horitzó, El Diluvio y La Campana de Gràcia, que dirigió a partir de 1932.
Tras la declaración de la Segunda República se dedicó de forma intensa a la política dentro de Esquerra Republicana de Catalunya; fue diputado en las Cortes republicanas entre 1931 y 1933 por Barcelona y en el Parlamento de Cataluña. Esta dedicación a la política le impidió dedicar tiempo a escribir, actividad que recuperó en 1934 con Camins de França. Al iniciarse la Guerra Civil, fue nombrado consejero de asistencia social, cargo que ocupó durante muy poco tiempo. Fue enviado a París como negociador y como comprador de material bélico para la República y allí se convirtió en el centro de un escándalo económico que le marginó después del mundo de los exiliados.
Su última etapa creativa es la de posguerra. De este periodo destaca el ciclo de novelas El peregrino apasionado en doce volúmenes que escribió a partir de 1938 y hasta el momento de su muerte. Fue editado por Ediciones Proa, que funcionaron desde Perpiñán bajo el patrocinio de Puig. Desde 1952 hasta 1954 fue ministro de justicia del gobierno republicano en el exilio.
Falleció en París en 1956.